# PAK1IP1
PAK1IP1 (англ. PAK1 interacting protein 1) – білок, який кодується однойменним геном, розташованим у людей на короткому плечі 6-ї хромосоми. Довжина поліпептидного ланцюга білка становить 392 амінокислот, а молекулярна маса — 43 964.
| 10         |  | 20         |  | 30         |  | 40         |  | 50         |
| ---------- |  | ---------- |  | ---------- |  | ---------- |  | ---------- |
| MELVAGCYEQ |  | VLFGFAVHPE |  | PEACGDHEQW |  | TLVADFTHHA |  | HTASLSAVAV |
| NSRFVVTGSK |  | DETIHIYDMK |  | KKIEHGALVH |  | HSGTITCLKF |  | YGNRHLISGA |
| EDGLICIWDA |  | KKWECLKSIK |  | AHKGQVTFLS |  | IHPSGKLALS |  | VGTDKTLRTW |
| NLVEGRSAFI |  | KNIKQNAHIV |  | EWSPRGEQYV |  | VIIQNKIDIY |  | QLDTASISGT |
| ITNEKRISSV |  | KFLSESVLAV |  | AGDEEVIRFF |  | DCDSLVCLCE |  | FKAHENRVKD |
| MFSFEIPEHH |  | VIVSASSDGF |  | IKMWKLKQDK |  | KVPPSLLCEI |  | NTNARLTCLG |
| VWLDKVADMK |  | ESLPPAAEPS |  | PVSKEQSKIG |  | KKEPGDTVHK |  | EEKRSKPNTK |
| KRGLTGDSKK |  | ATKESGLIST |  | KKRKMVEMLE |  | KKRKKKKIKT |  | MQ         |

A: Аланін

C: Цистеїн

D: Аспарагінова кислота

E: Глутамінова кислота

F: Фенілаланін

G: Гліцин

H: Гістидин

I: Ізолейцин

K: Лізин

L: Лейцин

M: Метіонін

N: Аспарагін

P: Пролін

Q: Глутамін

R: Аргінін

S: Серин

T: Треонін

V: Валін

W: Триптофан

Кодований геном білок за функціями належить до фосфопротеїнів, інгібіторів передачі внутрішньоклітинних сигналів. 
Задіяний у такому біологічному процесі, як біогенез рибосом. 
Локалізований у ядрі.